# A kék lagúna (film, 1980)
A kék lagúna (eredeti cím: The Blue Lagoon) 1980-ban bemutatott amerikai romantikus film, amely Henry De Vere Stacpoole 1908-ban megjelent, azonos című regényének harmadik filmváltozata. A női főszerepet a korszak legdivatosabb tizenéves színésznője, Brooke Shields játszotta, partnere Christopher Atkins volt. A film nagy siker lett, főleg a tizenévesek körében, a kritikusok azonban meglehetősen hűvösen fogadták. Egyik főszereplő sem tudta kihasználni a siker nyomán kínálkozott újabb lehetőségeket, aminek legvalószínűbb oka az volt, hogy előnyös megjelenésük csak átlagosnak mondható színészi képességekkel párosult. A kék lagúnának csak 11 évvel később készült folytatása (Visszatérés a kék lagúnába), ám az alapötletet a következő években más filmek is felhasználták.
Az élőszereplős játékfilm rendezője Randal Kleiser, producerei Richard Franklin és Randal Kleiser. A forgatókönyvet Douglas Day Stewart írta, a zenéjét Basil Poledouris szerezte, a Columbia Pictures készítette és forgalmazta.
Amerikában 1980. június 20-án, Magyarországon feliratosan 1981. december 10-én mutatták be a mozikban, két szinkronos változat is készült belőle, amelyből az elsőt 1987. július 25-én az MTV1-en, a másodikat 1999. augusztus 3-án a TV3-on vetítették le a televízióban.

## A cselekmény

Útban San Francisco felé (balról jobbra: William Daniels, Elva Josephson és Glenn Kohan)

A 19. század: két kisgyermek, Richard és Emmeline egy hajón San Franciscóba tartanak. Velük van Richard apja, Arthur Lestrange. A hajón tűz üt ki, és a kapitány sebtében mentőcsónakba ülteti az utasokat. A nagy kavarodásban Richard és Emmeline egy mogorva, részeges tengerésszel, Paddyvel kerülnek egy csónakba. A ködben és az égő hajóról felszálló füstben a gyerekek csónakja elszakad a többitől, és az utasok a nyílt tengeren maradnak élelem és ivóvíz nélkül. Helyzetük kilátástalannak tűnik, ám reggel Emmeline virágillatra ébred, vagyis szárazföld közelében vannak. Partot érés után elindulnak felfedezni a szigetet, ami lakatlannak tűnik. Egy kicsiny vízesésnél azonban Richard furcsa leletre bukkan: egy rumos hordóra, illetve egy emberi koponyára. Paddy azonnal elviszi onnan a gyerekeket. Hiába másznak fel azonban egy magaslatra, a horizont teljesen üres, nyoma sincs se hajónak, se csónaknak. Emmeline ezalatt az egyik bokorról kis piros bogyókat szedeget, melyeket meg akar enni. Paddy ráparancsol, hogy köpje ki mindet, s a megszeppent gyermek engedelmeskedik. A matróz azt mondja, hogy ezekből a bogyókból nem szabad enni, mert örökre elalszik tőlük az ember. A hajótöröttek ismerkedni kezdenek a sziget növényeivel és állataival, és felkészülnek arra, hogy valamennyi időt el kell itt tölteniük, míg megmentőik rájuk akadnak. Paddy horgászatra és más egyéb férfi munkákra tanítja Richardot. Mindkét gyereket kioktatja, hogy mi a teendő, ha hajó bukkanna fel a láthatáron: azonnal meg kell gyújtani a jelzőtüzet. Egy napon Paddy magányos barangolás közben ijesztő felfedezést tesz egy kis ligetben: friss húst egy nagy sziklára kitéve. Este megígérteti a gyerekekkel, hogy sosem fognak a sziget másik végébe menni. A derék matróz természetesen nem hagyja parlagon heverni a korábban talált rumos hordót, és egy alkalommal különösen alaposan megízleli annak tartalmát. Másnap Richard és Emmeline Paddy keresésére indulnak, és a lagúna túlpartján találják meg. Azt hiszik, csak alszik, ám a matróz meghalt. A két gyerek egyedül maradt a szigeten.

Családi idill (balról jobbra: Christopher Atkins, Bradley Pryce és Brooke Shields)

Richard a sziget másik részére, egy gyönyörű lagúnához viszi Emmeline-t: ez lesz az új otthonuk. Évek múlnak el, a gyerekek kamasszá serdülnek. Richard ugyan még nem vetkőzte le teljesen gyerekes tulajdonságait, Emmeline viselkedése viszont olykor nagyon is kamaszos. Semmit nem tudnak arról, hogy miféle változásokat okoz a testükben a tizenéves kor, így például Emmeline-nak fogalma sincs arról, hogy egyik mosakodása közben miért válik pirossá körülötte a víz, mitől vérzik az alteste. Richardot azonban nem avatja be a titkaiba, és ezt a fiú rossz néven veszi, de azt hiszi, Emmeline különös viselkedésének oka az, hogy a lány beteg. Hébe-hóba vita támad közöttük, de ezek sose fordulnak komolyra. Egy ízben Emmeline fényes nappal felkeresi a tiltott helyet, ahol azt látja, hogy a hatalmas kőfej irányából kicsiny vérpatak folyik lefelé. Richardnak később azt mondja, hogy szerinte Paddy annak idején hazudott nekik, mert a sziget azon részén nem a mumus lakik, hanem Isten. A fiú nagyon dühös lesz, és megtiltja a lánynak, hogy még egyszer a tiltott helyre menjen. Kapcsolatuk rövidesen válságosra fordul. Egy alkalommal ugyanis Richard éppen felfedezőúton van, mikor hajót pillant meg a távolban. A fiút lázba hozza a látvány, hiszen minden vágya, hogy elkerüljön a szigetről. Boldogan rohan haza Emmeline-hoz, ám ott óriási csalódás éri: a lány is látta ugyan a hajót, mégsem gyújtotta meg a jelzőtüzet. A szigetlakókról mit sem sejtő hajó időközben el is tűnt a horizontról. Richard rendkívül dühös lesz, és maga lát neki, hogy hajót eszkábáljon, amivel elmegy, ám a hevenyészett tákolmány pillanatok alatt szétesik a vízben. Emmeline-t mulattatja Richard próbálkozása, és ettől a fiú még idegesebb lesz. Valamilyen semmiségen összevitatkoznak, Emmeline megdobja Richardot, mire az ingerült fiú arcul üti a lányt, és azt mondja neki, bárcsak meghalna. Aztán kidobálja Emmeline holmijait a kunyhóból, mondván, hogy azt ő építette, s innentől kezdve külön fognak élni.
Emmeline egy napon a vízben egy tüskés halra lép, ami megsebesíti. A lány megbetegszik. Richard megijed, és végső kétségbeesésében elviszi őt a tiltott helyre, Istenhez. Ott azért kezd imádkozni, hogy Emmeline meggyógyuljon. Ez be is következik, és a két fiatal kibékül egymással. Újra az idilli boldogság jegyében telnek a napok, játékos ölelkezéseik egyike pedig szerelmeskedéssel végződik. Hamarosan ez lesz egyik kedvenc foglalatosságuk. Emmeline-nak azonban egy idő után fájdalmat okoz a dolog, ráadásul kezd túl sokat enni. Ha a megnagyobbodott hasára teszi a kezét, mocorgást érez belül. Egyik este különös dobszó hallatszik a sötétben, és Richard egyedül megy el a tiltott helyre, hogy megnézze, mi történik. Rejtekhelyéről egy primitív bennszülött szertartás szemtanúja lesz, ami emberáldozattal végződik. Emmeline még aznap este megszüli közös gyermeküket, akinek a Paddy nevet adják. Fogalmuk sincs, mit kell csinálni az újszülöttel, aki folyton csak sír, és semmit nem hajlandó megenni, amit a szájához tesznek. Végül az anyja a karjaiba veszi a gyereket, aki azonnal szopni kezd. Richard egy ízben elmegy a régi helyükre, és felkeresi az öreg Paddy halálának helyszínét is. A derék matróznak már csak a csontváza maradt meg. A szomorúság azonban hamar elillan, hiszen a kis Paddy szépen fejlődik, növekszik, és egy napon kimondja az apja nevét. Kell-e ennél nagyobb boldogság? A család önfeledten játszadozva hempereg az iszapban, miközben egy hajó látcsövén keresztül valaki őket figyeli. A hajó Richard apjáé, aki még mindig nem mondott le arról, hogy megtalálja az évekkel korábban eltűnt gyerekeket. A sáros fiatalokban azonban nem ismeri fel Richardot és Emmeline-t, akik időközben megpillantják a hajót, de már nem akarnak elmenni a szigetről, ezért nem gyújtják meg a jelzőtüzet. Rövidesen közösen keresik fel régi helyüket, hogy megadják a megkésett végtisztességet az elhunyt Paddynek. Emmeline és a gyerek a csónakban maradnak. A lány elbóbiskol, a játszadozó kisfiú pedig véletlenül a vízbe löki az egyik evezőlapátot. A csónak kisodródik a nyílt vízre. Emmeline Richard után kiált, aki azonnal a vízbe veti magát. Nem tudja azonban visszaszerezni az evezőlapátot, mert feltűnik egy cápa. Emmeline csak a másik evezőlapáttal tudja távol tartani a veszélyes állatot, míg Richard bemászik a csónakba. Evezők nélkül azonban tehetetlenek, és a csónak az áramlatok hatására eltávolodik a szigettől. Ismét élelem és ivóvíz nélkül sodródnak a nyílt tengeren, mint egykoron gyermekkorukban, és a helyzetük most is kilátástalan. Egy óvatlan pillanatban Paddy néhány szemet elfogyaszt a piros álombogyókból. Nincs mit tenni, hiszen le is nyelte őket. A szülők ezért megfelezik a maradékot, hogy együtt haljanak meg. Mindnyájan mély álomba merülnek. Ezalatt feltűnik Richard apjának a hajója. A matrózok megtalálják a csónakot, és azt mondják az édesapának, hogy az utasok még élnek, csupán mélyen alszanak…

## Háttér-információk

### A regény és a korábbi filmváltozatok
Henry De Vere Stacpoole 1908-ban megjelent regénye, A kék lagúna tulajdonképpen egy modern Ádám és Éva-történet, ami a viktoriánus korban játszódik. A filmesek 1923-ban dolgozták fel először a sztorit fekete-fehér némafilmen, W. Bowden és Dick Cruickshanks rendezésében. A férfi főszerepet maga Cruickshanks játszotta, partnernője Molly Adair volt. 1949-ben készült el a második változat Frank Launder irányításával, Jean Simmons és Donald Houston főszereplésével. Mindkét filmből hiányzik a meztelenség és a szexualitás kihangsúlyozása, vagyis az 1980-as feldolgozás két fontos motívuma. Az 1920-as és az 1940-es évek lényegesen szigorúbb cenzúrája miatt ugyanis szó sem lehetett a testiség bemutatásáról, hiszen azokban az évtizedekben még a filmcsókokra is szigorú előírások vonatkoztak.

### A szereposztás és a meztelenség

A víz alatti világ felfedezése

Randal Kleiser eredeti elképzelése az volt, hogy a filmet mindkét kamasz szereplő teljesen meztelenül játssza végig, ám ez a kikötés elriasztotta a szóba jöhető színészeket. Emmeline szerepére Kleiser a korszak legnépszerűbb tinisztárját, Brooke Shieldset választotta, aki Louis Malle nagy feltűnést keltett filmjében, a Pretty Babyben (1978) vált igazán ismertté, melyben egy fiatalkorú prostituáltat játszott. Noha Malle alkotása körül javarészt éppen Shields meztelen jelenetei miatt gyűrűzött a botrány, a fiatal színésznő elutasította, hogy A kék lagúnában is meztelenül szerepeljen. Kelly Preston és Lori Loughlin ugyanezen okokból mondták le a szerepet. Dana Plato nem mondott azonnal nemet, őt viszont az ügynöke beszélte le, aki arra figyelmeztette, hogy Emmeline eljátszása lerombolhatja azt a jól felépített, „ártatlan kislány” imázst, amit Plato a Different Strokes című tévésorozatban való szereplésével alakított ki magáról. A fiúknak sem akaródzott meztelenül szerepelniük: Willie Aames és Matt Dillon is a ruhátlan jelenetek miatt utasította vissza Richard szerepét. Az alkotók végül Diane Lane és Christopher Atkins mellett döntöttek, ám a két fiatal némi közös tanácskozás után szintén visszalépett. Nyilvánvalóvá vált, hogy muszáj a rendezői elképzeléseken változtatni. Kleiser továbbra is azt állította, hogy szükség van a meztelenségre, de lemondott arról, hogy a szereplők a film egészében ruhátlanok legyenek. Mivel Brooke Shields ismert és közkedvelt volt, főleg A kék lagúna célközönsége, a tizenévesek körében, szerződtetése forgalmazási okokból is lényegesnek tűnt. Éppen ezért felajánlották a színésznőnek, hogy ha aláírja a szerződést, dublőrt fognak használni helyette a meztelen jelenetekben, amikor pedig ez nem megoldható, apróbb trükkökhöz folyamodnak, hogy Brooke meztelensége ne legyen ténylegesen látható. Shields elfogadta az ajánlatot, a filmesek pedig állták a szavukat. A színésznő dublőre azonban nem sokkal a forgatás megkezdése után súlyos hátsérülést szenvedett, ezért az a képtelen helyzet állt elő, hogy sürgősen meg kellett találni a dublőr dublőrjét. A választás arra a fiatal lányra esett, akit eredetileg a delfinek mellé szerződtettek. A lány beleegyezett, hogy a meztelen jelenetekben Brooke dublőrje legyen. Amikor a színésznőt nem lehetett helyettesíteni, de mégis félmeztelenül kellett mutatni, Brooke haját speciális ragasztóval a melleihez rögzítették, hogy elfedjék azt. A film bemutatója után olyan, Shieldsnek tulajdonított nyilatkozatok jelentek meg egyes lapokban, melyekben a színésznő állítólag azt mondta, hogy a ruhátlan jelenetekben a nővére helyettesítette őt. A rendezői elképzelések megváltozása miatt végül Christopher Atkins is vállalta a filmet, noha számára nem ajánlottak fel dublőrt, és néhány jelenetben szemből is meztelenül mutatták. Hogy kellően „vad” legyen a külseje, eredetileg sima haját a film kedvéért begöndörítették. A pletykák szerint Atkins annyira megszokta a meztelenséget, hogy aztán már a való életben sem csinált problémát belőle. E híreszteléseket egy-két későbbi filmszerepe és fotója is alátámasztja. A fiatalember magassága gondot jelentett A kék lagúna stábja számára, mivel Christopher alacsonyabb volt, mint Brooke. A korabeli szexistább köztudatban még erősebben élt az a szemlélet, hogy a hősies férfi karaktere legyen magasabb, mint a törékeny, gyámoltalan szerepet alakító nőé. Éppen ezért számos jelenetben Brooke Shieldsnek kifejezetten a számára ásott kis árkokban kellett mozognia, hogy ezt a magasságkülönbséget megszüntessék. A korábban felkért színészek közül egyébként később ketten is feladták a frontális meztelenséggel kapcsolatos elutasító magatartásukat: Diane Lane a Harapós hölgy (Lady Beware, 1987) című thrillerben volt látható teljesen meztelenül, Willie Aames pedig éppen A kék lagúna leghíresebb utánzatában, a Sivatagi Paradicsomban (Paradise, 1982) vállalt frontális meztelenséget.

### A helyszínek és a fogadtatás
A kék lagúna cselekménye a tengeren és nagyobbrészt egy csodálatos trópusi szigeten játszódik, ám a jeleneteket valójában három helyszínen vették fel: Jamaica szigetén, Nanuya Levun – ami a Fidzsi-szigetekhez tartozó, magántulajdonban lévő sziget –, illetve Vanuatun, ahol a Champagne-öböl volt maga a kék lagúna. Az alkotók kevés figyelmet fordítottak a biológiai hitelességre és az egzotikus hatás kedvéért olyan növény- és állatvilágot teremtettek, amilyen a valóságban nem létezik egy helyen. Az arapapagájok például Dél-Amerikában, a kakaduk Ausztráliában őshonosak. A békés természetű leguánokat még be is festették, hogy kellően egzotikus külsejük legyen.
A filmet a bemutató után keresztény és konzervatív körök támadták, mivel olyan tabutémákat ábrázolt érintőlegesen vagy éppen nagyon is egyértelműen, mint a maszturbáció, a tizenévesek szexuális élete, az alkoholizmus vagy az öngyilkosság. A kritikusokat kevésbé érdekelték a morális problémák, sokan inkább csak giccset emlegettek a film láttán. A közönséget a kifogások és a zömmel negatív kritikák többé-kevésbé hidegen hagyták, hiszen A kék lagúna szép sikert aratott, csak az Egyesült Államokban és Kanadában több mint tízszeresét hozta vissza a gyártási költségeinek. Észak-Amerikában 1980 tíz legnagyobb bevételt hozó filmje között a kilencedik volt. Randal Kleiser előző alkotása, a Grease (1978) ugyancsak kiugró kasszasiker volt, ám a rendező későbbi filmjei már nem lettek ennyire népszerűek.

## Bakik
- Amikor az öreg Paddy lecsúszik a vízesésen, a hangsáv szerint kiabál, ám a szája nem mozog.
- A matróz Paddy halála után a gyerekek összepakolnak, és a sziget másik részébe csónakáznak. Holmijaik tetején egy játékhajó is van. Amikor évek múlva visszatérnek Paddy csontvázához, Richard a homokban megtalálja a játékhajót, holott ezt annak idején már magukkal vitték a kék lagúnához.
- Emmeline hajának hosszúsága több alkalommal megváltozik.
- Richard kisfiúként jobbkezes, kamaszként viszont balkezes.
- Amikor az egyik jelenetben Richard meztelenül kijön a vízből, a haja érthető módon csuromvizes, ám a következő snittben már teljesen száraz.
- Richard a dobszó hangját követve világosban indul el a tiltott helyre, ám éjszaka van, mikor meglesi a bennszülöttek szertartását. Emmeline ezen eseménysorral párhuzamosan, este kezd szülni, ám amikor a tiltott helyről visszatérő Richard rátalál, ismét világos van, nem sokkal a sötétedés beállta előtt.
- Amikor Emmeline úszni viszi a kicsi Paddyt, egyikőjük sem visel ruhát, ám a víz alatti közelképeken a lányon mégis van ruházat.

### Az utánzatok és a folytatás
A nagy siker ellenére A kék lagúnának nem a folytatása készült el a leghamarabb, hanem az utánzatai. 1982-ben forgatták a Sivatagi Paradicsom című filmet Willie Aames és Phoebe Cates főszereplésével. A történet fiatal szereplői egy sivatagi oázisban találnak menedéket az őket üldöző arab férfi elől, aki szemet vetett a szépséges ifjú lányra. Ugyancsak 1982-ben került a mozikba az Olaszországban készült Due gocce d'acqua salata, melynek főszerepeit Sabrina Siani és Fabio Meyer játszották. Ebben a változatban a fiatalok légi szerencsétlenség következtében maradnak magukra egy álomszép helyen, ahol felfedezik a szerelmet. A magyar mozik egyik utánzatot se játszották, a hazai közönség az 1990-es években a televízióban láthatta a Sivatagi Paradicsomot. 1984-ben mutatták be világszerte a Top Secret! című filmparódiát, a ZAZ-trió közös alkotását, mely számos filmet kifigurázott, köztük A kék lagúnát is, főleg a Christopher Atkins játszotta figurát. Mivel a filmes fricskákból bőven kijutott a keletnémeteknek is, akik akkoriban a magyarokhoz hasonlóan a szocialista tábort erősítették,  a magyar mozik ezt a paródiát sem tűzték műsorra. A hazai nézők legálisan csak a rendszerváltás után kacaghattak a Top Secret! poénjain, előbb a videoforgalmazás, később a tévécsatornák révén.
1991-ben került a filmszínházak műsorára a tényleges folytatás, a Visszatérés a kék lagúnába. A rendezői székbe ezúttal William A. Graham ült, aki a főszerepeket Brian Krausera  és az ukrán származású Milla Jovovichra osztotta. A történet meglehetősen szabad feldolgozása a Stacpoole által írt folytatásnak, a The Garden of Godnak. A film ott kezdődik, ahol A kék lagúna véget ért: egy hajó megtalálja a nyílt tengeren sodródó csónakot a három utassal. Az első rész azzal az optimista reménykedéssel fejeződött be, hogy a fiatalok és a gyermek csupán alszanak. A folytatás elején viszont kiderül, hogy Emmeline és Richard valóban örökre elaludtak, csupán a kis Paddy élte túl a kalandot. Őt a hajó egyik utasa, egy anya veszi magához, aki kislányával utazik. Később azonban el kell menekülniük a hajóról és ők is egy egzotikus szigeten kötnek ki. Az anya egy idő múlva meghal, a magukra maradt gyerekeknek pedig egyedül kell tovább élniük. A kék lagúna szereposztásából a folytatásban csupán egyetlen színész, Gus Mercurio tért vissza, aki mindkét részben matrózt játszott. A Visszatérés a kék lagúnába már korántsem lett akkora siker, mint az előzmény, kritikai fogadtatása pedig még rosszabb volt. Milla Jovovich színészi képességeiről éppúgy megoszlanak a vélemények, mint Brooke Shieldséről, mindenesetre Milla lényegesen fényesebb karriert futott be, mint az elődje, noha filmográfiájában 2008-ig kevés a valóban figyelemre méltó tétel. Brian Krause pályája azonban Christopher Atkinséhoz hasonlóan nem ívelt magasra, és a fiatalember hamar háttérbe szorult a filmvilágban.

## Szereplők
| Színész            | Szereplő          | Magyar hang                     | Magyar hang                    |
| Színész            | Szereplő          | 1. magyar szinkron (MTV1, 1987) | 2. magyar szinkron (TV3, 1999) |
| ------------------ | ----------------- | ------------------------------- | ------------------------------ |
| Brooke Shields     | Emmeline          | Kováts Adél                     | Németh Borbála                 |
| Christopher Atkins | Richard           | Rékasi Károly                   | Stohl András                   |
| Leo McKern         | Paddy Button      | Pákozdi János                   | Rajhona Ádám                   |
| William Daniels    | Arthur Lestrange  | Izsóf Vilmos                    | Mihályi Győző                  |
| Elva Josephson     | a gyerek Emmeline | Somlai Edina                    | Czető Zsanett                  |
| Glenn Kohan        | a gyerek Richard  | Palóczi Csaba                   | Szalay Csongor                 |
| Alan Hopgood       | Kapitány          | Usztics Mátyás                  | Rudas István                   |
| Gus Mercurio       | Tiszt             | Koroknay Géza                   | ?                              |
| Jeffrey Kleiser    | Őrszem            | Dörner György                   | Szinovál Gyula                 |
| Bradley Pryce      | Kis Paddy         | Vajda Marcell                   | ?                              |
| Chad Timmerman     | Csecsemő Paddy    | nem szólal meg                  | nem szólal meg                 |
| Gert Jacoby        | Matrózok          | Ujlaki Dénes                    | Csuha Lajos                    |
| Alex Hamilton      | Matrózok          | ?                               | ?                              |
| Richard Evanson    | Matrózok          | ?                               | ?                              |

## Fontosabb díjak és jelölések
Oscar-díj (1981)
- jelölés Néstor Almendros (legjobb operatőr)

Golden Globe-díj (1981)
- jelölés Christopher Atkins (az év új férfi sztárja mozifilmben)

Arany Málna díj (1981)
- díj Brooke Shields (legrosszabb színésznő)

Young Artist Award (1981)
- jelölés Legjobb családi mozifilm
- jelölés Christopher Atkins (legjobb fiatal színész mozifilmben)
- jelölés Brooke Shields (legjobb fiatal színésznő mozifilmben)

### Szaturnusz-díj
- jelölés Legjobb fantasy film

## Televíziós megjelenések
MTV-1, TV3 (2. magyar szinkron), RTL Klub, Filmmúzeum / Film Mania, SuperTV2, AMC, PRIME, Viasat Film

## Fordítás
Ez a szócikk részben vagy egészben  a   The Blue Lagoon című angol Wikipédia-szócikk fordításán alapul.  Az eredeti cikk szerkesztőit annak laptörténete sorolja fel. Ez a jelzés csupán a megfogalmazás eredetét és a szerzői jogokat jelzi, nem szolgál a cikkben szereplő információk forrásmegjelöléseként.